# Maximiliano Brito
Maximiliano Brito Hernández (Montevideo, Uruguay, 19 de julio de 1991) es un futbolista uruguayo. Se desempeña como delantero y actualmente juega en Deportivo Riestra de la Primera División de Argentina.

## Trayectoria
Debutó en Rampla Juniors Fútbol Club de Uruguay a sus 18 años y debido a sus rendimientos en las dos temporadas donde jugó, recaló en el Club Olimpo de la Primera B Nacional, segunda división de Argentina. Allí no tuvo minutos, por lo que decidió emigrar.
Jugó en Patriotas Fútbol Club de la Primera División de Colombia. La salida de este jugador del equipo causó diferencias entre los jugadores pues no tuvo suficientes minutos de juego para exponer su talento a pesar de destacarse a lo largo de la pretemporada.
Tras no poder conseguir el ascenso con la Comisión de Actividades Infantiles del Torneo Argentino A a la B Nacional, perdiendo en semifinales frente a Gimnasia de Mendoza, decide buscar nuevos rumbos. Durante esta etapa metió 3 goles: un doblete a Independiente de Neuquén y uno a Deportivo Madryn.
Llega en 2015 al Club Atlético Brown de la Primera B Metropolitana, luego de que Pablo Vicó pidiera por él. Convirtió 11 goles en 38 partidos jugados logrando el ascenso a la segunda división del fútbol argentino. Antes de emigrar, renovó contrato con su equipo para ser cedido a préstamo.
Para la temporada 2016 fue observado por Lanús de la Primera División de Argentina, aunque terminó firmando a préstamo por 18 meses con opción de compra para el Club Atlético Nueva Chicago de la Primera B Nacional, segunda división del fútbol argentino, equipo que quería contratarlo desde el mercado de pases anterior. Disputó 14 de los 21 partidos y marcó 4 goles en su primer torneo, siendo una pieza importante en el equipo. En el Campeonato de Primera B Nacional 2016-17 marcó 3 goles en los 30 partidos que disputó. Finalizado su contrato, regresó a Brown de Adrogué.
Sin embargo, a mediados de 2017 firmó a préstamo por una temporada con el Club Deportivo Morón que había ascendido a la Primera B Nacional.
El 15 de enero de 2022 se convirtió en nuevo refuerzo del Sarmiento de Resistencia.

## Clubes
| Club                       | País      | Año           | Partidos | Goles |
| -------------------------- | --------- | ------------- | -------- | ----- |
| Rampla Juniors             | Uruguay   | 2010 - 2012   | 39       | 9     |
| Olimpo (cedido)            | Argentina | 2012          | 0        | 0     |
| Patriotas (cedido)         | Colombia  | 2013 - 2014   | 26       | 4     |
| CAI                        | Argentina | 2014 - 2015   | 13       | 4     |
| Brown de Adrogué           | Argentina | 2015          | 39       | 11    |
| Nueva Chicago (cedido)     | Argentina | 2016 - 2017   | 41       | 7     |
| Deportivo Morón (cedido)   | Argentina | 2017          | 11       | 1     |
| Acassuso (cedido)          | Argentina | 2018          | 18       | 3     |
| Deportivo Riestra (cedido) | Argentina | 2018-presente | 18       | 0     |
| Total                      |           | 2010 - 2019   | 203      | 39    |